# بهمن (نام)
بهمن از ماه‌های تقویم هجری شمسی و همچنین از نام‌های مردانه در ایران است. این صفحه افرادی با این نام را فهرست می‌کند:
- بهمن (شاهنامه) از شخصیت‌های شاهنامه فردوسی
- بهمن جادویه فرمانده ایرانی در دوران ساسانیان
- بهمن میرزا شاهزاده قاجار
- بهمن فرسی نویسنده و شاعر
- بهمن یزدی صمدی استاد دانشگاه و متخصص ژنتیک و اصلاح نباتات
- بهمن مهری استاد دانشگاه در رشته ریاضی
- بهمن گلبارنژاد دوچرخه‌سوار معلول
- بهمن کریمی باستان‌شناس و مورخ
- بهمن کشاورز حقوق‌دان
- بهمن طاهرخانی حقوق‌دان و فعال سیاسی
- بهمن وفایی‌نژاد عکاس
- بهمن معتمدیان عکاس، نویسنده و کارگردان
- بهمن علاءالدین خواننده بختیاری
- بهمن مفید نوازنده و هنرپیشه
- بهمن هاشمی بازیگر و گوینده تلویزیون
- بهمن عبدی کاریکاتوریست، گرافیست و پویانما
- بهمن دان هنرپیشه
- بهمن زرین‌پور هنرپیشه
- بهمن کامل بازیکن فوتبال
- بهمن گودرزی کارگردان و فیلم‌نامه‌نویس
- بهمن فرمان‌آرا کارگردان
- بهمن شیروانی بازیکن فوتبال
- بهمن قبادی کارگردان و فیلم‌نامه‌نویس
- بهمن سالاری بازیکن فوتبال
- بهمن طیبی کشتی‌گیر و مربی کشتی
- بهمن صالح‌نیا مربی فوتبال
- بهمن جهان‌تیغ بازیکن فوتبال